# Großböhla
 Großböhla  ist ein Ortsteil der Stadt Dahlen (Sachsen) im Landkreis Nordsachsen in Sachsen.

## Geografie und Verkehrsanbindung
Der Ort liegt südöstlich der Kernstadt Dahlen an der S 29. Unweit nordwestlich des Ortes verläuft die Kreisstraße K 8923 und unweit südwestlich die K 8980. Südlich fließt die Luppa, ein Zufluss der Dahle, und verläuft die B 6. Nordöstlich erstreckt sich das 49,4 ha große Naturschutzgebiet Langes Holz - Radeland.

## Kulturdenkmale
In der Liste der Kulturdenkmale in Dahlen (Sachsen) sind für Großböhla 12 Kulturdenkmale aufgeführt, darunter
- die 1781/1782 erbaute spätbarocke Saalkirche mit quadratischem Westturm.